# Norra Mörttjärnen, Värmland
Norra Mörttjärnen är en sjö i Filipstads kommun i Värmland och ingår i Göta älvs huvudavrinningsområde.